# Voskhod Spacecraft "Globus" IMP

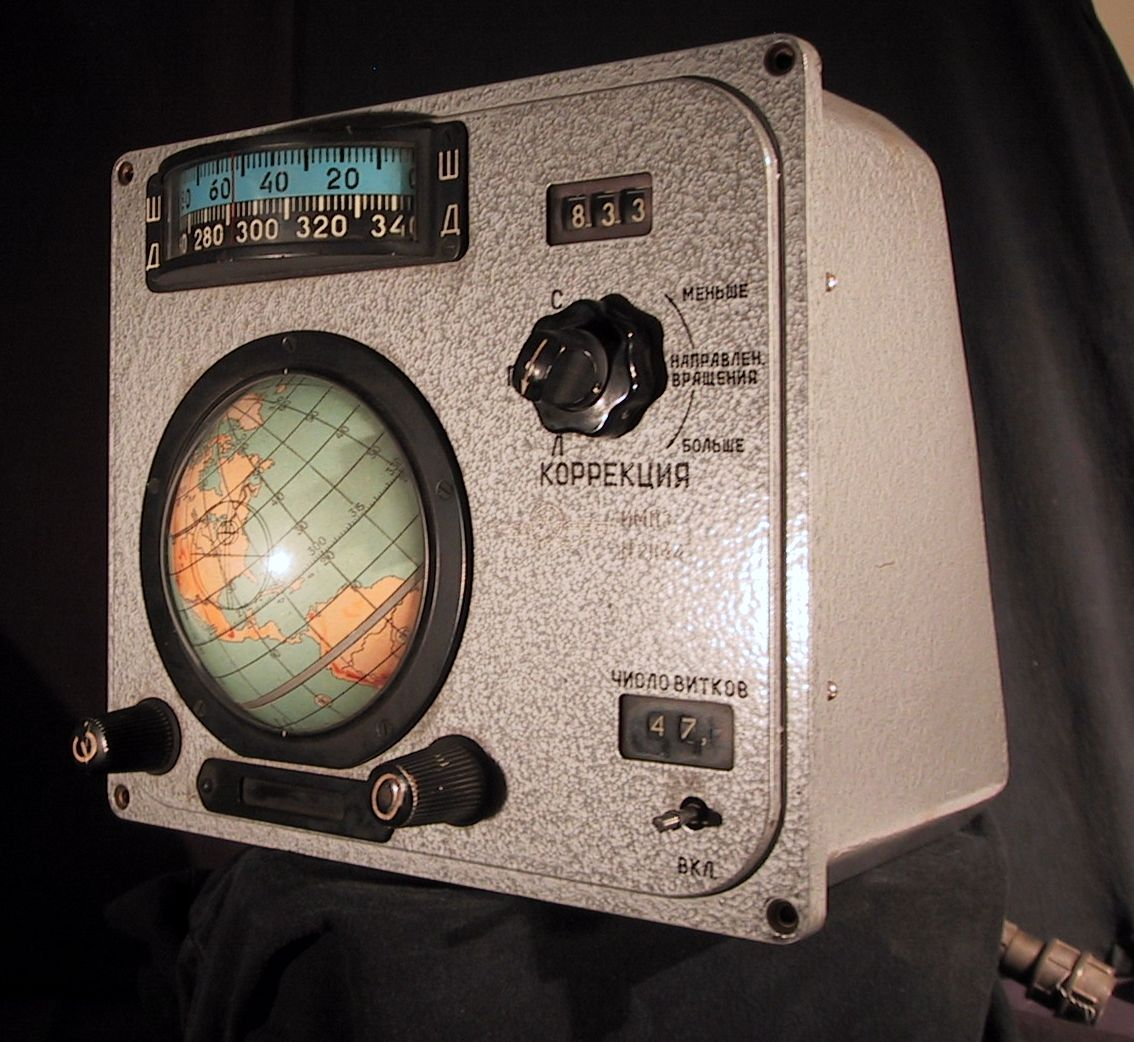
Thiết bị định hướng IMP Globus

Thiết bị định hướng Globus IMP  là một thiết bị định hướng sử dụng trên tàu không gian có người lái của Liên Xô và Nga. IMP là từ viết tắt của Indicator of position in flight (định vị trong khi bay), nhưng thiết bị này thường được gọi dưới cái tên Globus. Nó hiển thị thiên để của tàu vũ trụ trên trái đất tự quay. Nó là một thiết bị gắn kèm và tự động định vị tọa độ của tàu không gian. Nó là một thiết bị điện cơ có thiết kế phức tạp giống như các đồng hồ hậu thế chiến hai (ví dụ đồng hồ chủ). Globus được cấu thành bằng hàng trăm bộ phận cơ khí thường thấy trong các đồng hồ phức tạp. Nó là một máy tính cơ khí dùng cho định hướng và khá giống với máy ngắm ném bom Norden. Nó tính hàm phức dựa trên kỹ thuật cơ khí và hiển thị vị trí dựa trên sự xoay chuyển của mô hình cầu cùng với các chỉ số khác. Ngoài ra, nó còn có chức năng điều chỉnh các tín hiệu điện từ các thiết bị khác.
IMP cùng với các phiên bản kế tiếp của nó đã tiếp tục được phát triển và sử dụng trên các tàu vũ trụ có người lái của Liên Xô và Nga kể từ chuyến bay không gian đầu tiên của thế giới (Yuri Gagarin, 12 tháng 4 năm 1961) đến các tàu Vostok, Voskhod và Soyuz cho đến tận năm 2002.
Bài này chỉ bao gồm thông tin về phiên bản 3 của IMP được sử dụng trên tàu Voskhod 1, do phiên bản 3 được ghi chép trong tài liệu nhiều hơn các phiên bản trước đó được sử dụng trong chương trình tàu vũ trụ Vostok và cả các phiên bản mới hơn sau này được sử dụng trên tàu Soyuz. Tuy nhiên, tất cả các phiên bản của IMP đều gần giống nhau về thiết kế, mục đích và cách vận hành.

## Bối cảnh ra đời và mục đích

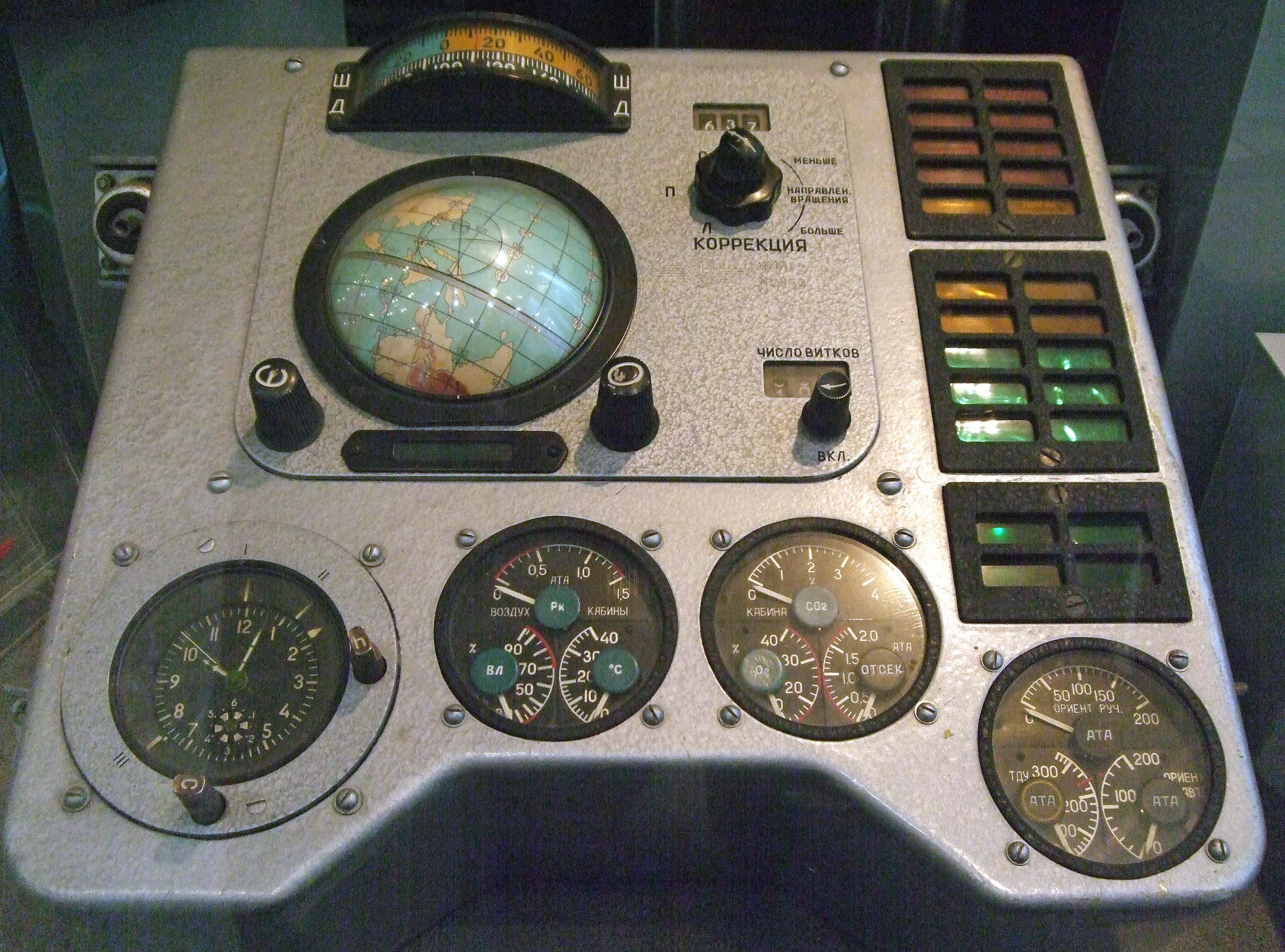
A IMP Globus instrument within the Voskhod navigation panel

Tàu không gian Voskhod là thế hệ tàu không gian có người lái thứ hai của Chương trình không gian Liên Xô, về cơ bản nó là bản sửa đổi của chương trình tàu vũ trụ Vostok trước đó. Phi hành đoàn gồm có hai người, Voskhod 1 là chuyến bay vào vũ trụ đầu tiên của tổ lái nhiều người được thực hiện vào ngày 12 tháng 10 năm 1964 và Voskhod 2 là chuyến bay đầu tiên thực hiện cuộc đi bộ ngoài không gian (EVA) ngày 18 tháng 3 năm 1965. Tàu vũ trụ Voskhod và thiết bị định vị Globus IMP —là sự phát triển từ Vostok, đã đưa vào quỹ đạo thấp 6 nhà du hành vũ trụ Liên Xô bao gồm người đầu tiên bay vào không gian, Yuri Gagarin, và người phụ nữ đầu tiên bay vào không gian, Valentina Tereshkova. Điểm khác biệt chính giữa máy định vị IMP đời 1 và đời 2 (tàu vũ trụ Vostok) và các đời sau này (trên Voskhod và Soyuz) là việc thêm vào các đĩa định vị chỉ kinh độ và vĩ độ.
Yêu cầu của IMP là tính toán và hiển thị tọa độ thiên đế địa lý của tàu trong không gian, như là vị trí nào trên bề mặt trái đất mà tàu đang bay ngang qua. Globus hiển thị thông số cho phi hành đoàn, và đồng thời cũng chuyển tín hiệu điện đến các hệ thống khác qua biến trở và công tắc cam.
Các phiên bản của máy định hướng IMP được sử dụng trên các tàu Vostok và Voskhod cũng được sử dụng cho tàu Soyuz, cho đến tận chuyến bay cuối cùng của Soyuz TM tháng 8 năm 2002. Phiên bản máy định hướng IMP dùng trên Soyuz có thế độ điều chỉnh độ nghiêng của quỹ đạo bằng tay. Ở trên tàu Vostok và Voskhod, độ nghiêng so với đường xích đạo luôn không đổi, và bằng 65 độ do những giới hạn của tên lửa đẩy, và vị trí địa lý của sân bay vũ trụ Baikonur, do mọi tàu vũ trụ có người lái của Liên Xô đều được phóng từ Baikonur nên không cần thiết phải bổ sung chức năng điều chỉnh góc nghiêng trên các phiên bản IMP từ 1 đến 4.
Tàu Soyuz TMA và các tàu thế hệ sau sử dụng thiết bị có chức năng mô phỏng giống với Globus hiển thị trực tiếp trên màn hình máy tính.
Các chương trình không gian thời kỳ đầu của người Nga phần lớn được tự động hóa và được điều khiển từ  Trung tâm điều khiển bay vũ trụ (Nga). Tàu không gian về bản chất, là tự điều khiển, và các phi hành gia sẽ thực hiện các động tác điều khiển tàu, hoặc chỉ điều chỉnh tàu sau khi có sự chấp thuận từ trung tâm điều khiển, và dựa theo các tham số của trung tâm. Do đó, sự có mặt của các thiết bị trên tàu là tối thiểu và sự vận hành của tàu được hoạch định chi tiết nhất có thể. Thông tin đọc được trên máy định hướng IMP là dữ liệu chính nhằm giúp các phi hành gia có thể xác nhận chuyến bay đang đi theo đúng như kế hoạch. Dữ liệu sẽ giúp phi hành gia nhận thức được vị trí của con tàu khi họ đang bay trên nửa tối của Trái đất hoặc khi cửa sổ quan sát của tàu không gian, và kính ngắm Vzor không thể hướng về phía Trái đất.